# Abu Muslim Khan Tarkovskij
Il principe Abu Muslim Khan Tarkovskij indicato anche come Abu Muslim Khan di Tarki, in russo Абу-Муслим-Хан Тарковский? (Tarki, 1797 – Kafir-Kumukh, 1860) è stato un generale e principe russo.
Fu Shamkhal di Tarki dal 1836 al 1860.

## Biografia

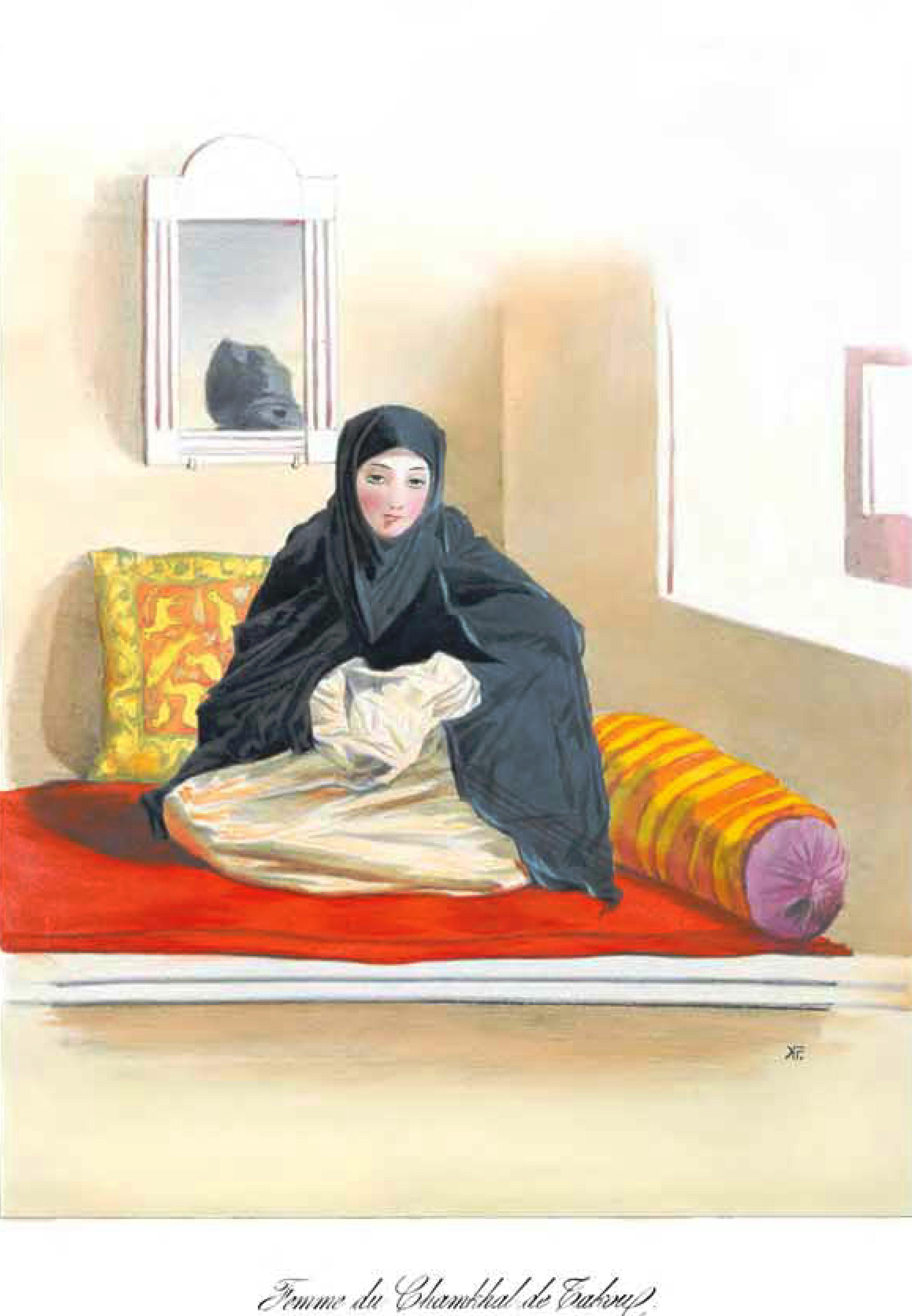
La moglie del principe di Tarki in un disegno di Grigorij Grigor'evič Gagarin.

Nato nel 1797 nel villaggio di Tarki, nella residenza dello shamkhal, Abu era figlio dello shamkhal Mehdi II e della sua seconda moglie, Soltanat-bike di Avar. A differenza del fratello maggiore Suleiman Pasha, Abu Muslim Khan spesso disobbediva al padre e venne per questo  espulso dal villaggio di Tarki in giovane età; si rifugiò allora nel villaggio di Anzhi, e poi si trasferì a Kafir-Kumuk dove stabilì la propria residenza. Qui entrò in contatto con emissari del governo russo che gli proposero di porsi al servizio dell'esercito imperiale. Nel 1832 venne nominato maggiore ed iniziò a operare nell'area del Caucaso contro i primi dissidenti locali che si ribellavano al governo zarista.
Dopo la morte del fratello maggiore (succeduto al padre) nel 1836, venne investito dallo zar Nicola I di Russia del titolo di shamkhal (principe) di Tarki e poté occupare il trono dei suoi antenati che comprendeva anche il dominio di Buynaksky e del Daghestan. Tali territori erano stati a suo tempo annessi all'Impero russo ma avevano mantenuto una sovranità locale dal momento che gli shamkhal avevano deciso di sottomettersi agli zar. Nel medesimo anno, lo zar gli concesse il grado di colonnello dell'esercito imperiale, elevandolo a maggiore generale l'anno successivo. Il periodo del suo regno (1836-1860) coincise praticamente con l'imamato di Shamil (1834-1859), capo dei guerriglieri della resistenza del Caucaso contro i russi, motivo per cui lo stesso Abu venne chiamato dallo zar a contrastare questo fenomeno coi propri uomini. Anche per il principe di Tarki i murid dell'imam rappresentavano un problema notevole dal momento che sovente compivano incursioni nelle aree sottoposte al suo governo.
Nel 1839 fu tra i generali che presero parte all'assedio di Akhulgo, la fortezza entro le cui mura l'imam si era nascosto con i suoi seguaci. Come ricompensa per il valore mostrato, nel 1846 venne promosso tenente generale e nel 1849 ottenne l'inclusione per sé e per i propri discendenti e successori al trono nella nobiltà russa col titolo di principi di Tarki. Ritiratosi dalla carriera militare attiva, presenziò all'incoronazione dello zar Alessandro II di Russia nel 1856, il quale lo nominò in quell'occasione suo aiutante di campo personale.
Morì nel 1860 e venne sepolto nel villaggio di Kafir-Kumuk.